# Заблуждение Докинза
«Заблужде́ние До́кинза» («Докинз как иллюзия», The Dawkins Delusion?) — книга христианского богослова Алистера Макграта и Джоанны Макграт, посвящённая критике труда Ричарда Докинза «Бог как иллюзия». Основные идеи книги автор вкратце изложил в одноимённой статье.

## Содержание книги

### Вступление
Макграт предполагает, что то, что Докинз написал 400-страничную книгу о том, что Бог есть иллюзия, само по себе показательно и спрашивает: «Почему всё ещё эта книга так необходима?.. уже более чем столетие ведущие социологи, антропологи и психологи объявили, что их дети увидят восход новой эры, в которой иллюзия бога отброшена за ненадобностью».
Макграт говорит, что у него тот же опыт, что и у Докинза, и удивляется, как они могли прийти к разным выводам, раздумывая долго и тщательно о том же самом мире. Он предполагает, что, возможно, он заражён какой-то странной инфекцией, вирусом Бога, но то же самое можно сказать и о Докинзе и о вирусе неверия. Он хвалит Стивена Гулда, который, хотя и агностик, «был абсолютно уверен, что наука, включая эволюционную теорию, совместима и с атеизмом и с традиционной верой», и сравнивает тотальную убеждённость Докинза с религиозным фундаментализмом.

### Иллюзорен ли Бог?
Макграт согласен с тем, что человек не должен предаваться иллюзиям, и вера должна быть осмысленной. Но он не согласен с утверждением, что вера в Бога инфантильна: ведь многие пришли к ней уже во взрослом возрасте (стр. 20). Алистер считает представление Докинза о вере как об аномалии неприемлемым и антинаучным, отрицая при этом и аргумент о бездоказательности.
Автор опровергает критику «доказательств» Фомы Аквинского: по мнению Макграта, они призваны не подтвердить существование высших сил, а оправдать веру в них. А «аргумент от невероятности» («Гамбит Боинга 747») — лишь примитивная переформулировка вопроса «Кто же, в таком случае, создал Бога?», и, если считать его убедительным, исследования в области теории Великого объединения могут быть опровергнуты похожим вопросом: «Чем же, в таком случае, объяснить само объяснение данного явления?». Также Алистеру кажется сомнительной связь между сложностью и невозможностью. Ведь, например, теория всего гораздо сложнее, чем объясняемые ею более простые теории. Он цитирует Ричарда Суинберна.

### Доказала ли наука несуществование Бога?
По словам автора, дарвиновская теория эволюции одинаково совместима и с религией, и с атеизмом; при этом Алистер цитирует Гулда и Риса.
Макграт приводит статистику, согласно которой в Бога веруют многие учёные (в США — 40 %), и, следовательно, «в этом вопросе Докинз не имеет права говорить за всё научное сообщество».

### Является ли религия злом?
Автор цитирует описание Докинзом Ветхозаветного Бога
«Ветхозаветный бог является, возможно, самым неприятным персонажем всей художественной литературы: ревнивый и гордый этим; мелочный, несправедливый, злопамятный деспот; мстительный, кровожадный убийца-шовинист; нетерпимый к гомосексуалистам, женоненавистник, расист, убийца детей, народов, братьев, жестокий мегаломан, садомазохист, капризный, злобный обидчик. У тех из нас, кто познакомился с ним в раннем детстве, восприимчивость к его ужасным деяниям притупилась. Но новичок, особенно не утративший свежести впечатлений, способен увидеть картину во всех подробностях.
и отвечает: «Я не верю в такого Бога и не знаю, кто бы верил. Тот Бог, Которого я знаю и люблю, описан (даже) Докинзом как „кроткий и мягкий Иисус“». Также Алистер оспаривает утверждение Докинза о жестокости и насилии как неотъемлемой части религии: «Иисус был жертвой, а не источником насилия» (с. 76).

Макграт полемизирует с Докинзом в вопросе о негативной социальной роли религии. В кратком изложении своей книги он пишет:
«…Основной аргумент книги Р. К. Докинза „Бог как иллюзия“ заключается в том, что религия ведет к жестокости и угнетению. Докинз расценивает последние как определяющие характеристики религии; в своем весьма неполном анализе причин насилия он отодвигает на третий план все предположения о том, что такой причиной может быть политический фанатизм — и даже атеизм. Он свято верит, что он сам, как примерный атеист, никогда не совершит никакого вопиющего акта агрессии, например, не направит самолет в небоскребы. Что ж, молодец; пожалуй, я тоже. Но суровая реальность состоит в том, что в истории имела место как религиозная, так и антирелигиозная агрессия; вероятно, так будет происходить и дальше. Как и любому человеку, выросшему в Северной Ирландии, жестокость религии известна мне даже слишком хорошо. Без сомнения, религия может порождать жестокость. Но не только она. История XX века дала множество устрашающих примеров того, как то же самое делает политический экстремизм. В Латинской Америке миллионы людей попросту „исчезли“ в ходе беспощадных действий правых политиков и их армий. В Камбодже Пол Пот уничтожил миллионы во имя социализма».

## Ответ Докинза
В письме в газету «Таймс» Докинз отметил, что Макграт «теперь издал две книги с моим именем в заголовке», и задался вопросом, не строит ли профессор карьеру на его имени. На обвинение в догматизме Докинз ответил, что в то время как учёные, пытаясь решить такие сложные проблемы, как происхождение вселенной,

«…достаточно скромны, чтобы сказать, что мы не знаем, — что же заявляют богословы вроде Макграта? Он знает. Он подписывается под Никейским Символом Веры. Вселенная была создана очень специфическим сверхъестественным разумом, фактически пребывающем „три в одном“. Не четыре, не два, а три. Христианская доктрина является замечательно определённой, давая шаблонные ответы не только на сложные проблемы вселенной и жизни, но и про божественность Иисуса, грех и искупление, рай и ад, молитву и абсолютную мораль. И всё же у Макграта есть всемогущая злоба, чтобы обвинить меня в „лощёности“, „скороспелости“ и наивной вере, что у науки есть на всё ответы».

## Отзывы и рецензии
Энтони Кенни в «Times Literary Supplement» считает, что Докинз зачастую более точен, чем Макграт, в знании исторического богословия. Он замечает, что в дебатах между Докинзом и Макгратом оба не в состоянии провести различие между религиозным чувством и верой в Бога, и пишет: «Вера — это что-то большее, чем просто мнение, что существует Бог: это согласие с заявляемым Откровением, которое передаётся через священный текст или религиозную общину. Вера в религиозную доктрину, а не просто вера в Бога — вот реальная мишень книги Докинза „Бог как иллюзия“».